# Peltoperla arcuata
Peltoperla arcuata is een steenvlieg uit de familie Peltoperlidae. De wetenschappelijke naam van de soort is voor het eerst geldig gepubliceerd in 1905 door Needham.